# Silvestro Ganassi dal Fontego

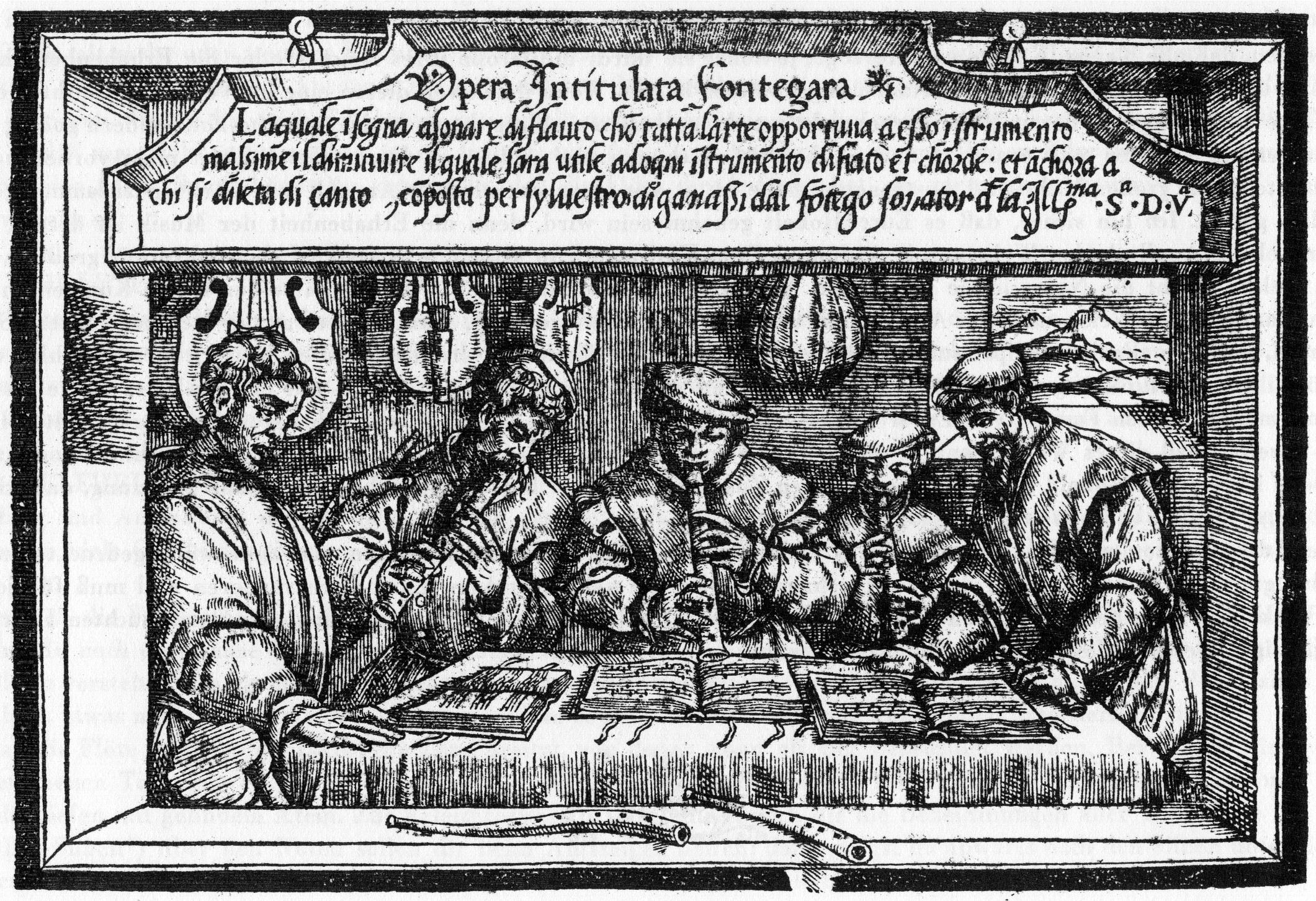
Opera Intitolata Fontegara / Laquale insegna a sonare di flauto de Silvestro Ganassi dal Fontego.

Silvestro Ganassi dal Fontego (Italia, 1491/1492 - 1572?) fue un intérprete de instrumentos de viento y cuerda italiano. Stefano Pio interpretó un documento de 1565 como posible prueba de la muerte de Ganassi, pero otros documentos revelados por Marco Di Pasquale demuestran que pudo haber vivido hasta 1571 o 1572.
Es autor de Fontegara (1535), una obra didáctica para flauta de pico que contiene importante información sobre el arte de la glosa musical, y de Regola Rubertina (1542-43), un tratado sobre la ejecución de viola da gamba y laúd.

## Discografía
- 2000: Wordplay - Madrigals and chansons in virtuosic instrumental settings from 16th century Italy, Musica Antiqua of London directed by Philip Thorby
- 2001: Harmonice Musices Odhecaton A, Les Flamboyants (Michael Form)
- 2008: Sylvestro Ganassi: Io amai sempre,  Pierre Boragno & Marianne Muller & Massimo Moscardo & François Saint-Yves, Outhere
- 2011: Glosas: Embellished Renaissance Music, More Hispano (Vicente Parrilla), Carpe Diem
- 2015: Discorsi delle comete, Ensemble Daimonion
- 2016: Philippe Verdelot, Silvestro Ganassi : Madrigali Diminuiti, Doulce Mémoire (Denis Raisin Dadre), Ricercar
- 2018: Co’l dolce suono, Ensemble arcimboldo (Thilo Hirsch)
- 2018: La Fontegara, Le Concert Brisé (William Dongois), Ricercar
- 2019: Florid early baroque songs and polyphony, ensemble Cantate Violini